# آرشي ييتس
آرشي ييتس هو ممثل طفل بريطاني ولد في 22 فبراير 2009م.